# Vasilevo
Vasilevo (en macédonien : Василево  ; en turc : Vasilevo) est une commune du sud-est de la Macédoine du Nord. Elle comptait 10 552 habitants en 2021 et s'étend sur 230,4 km2.
Son territoire est limitrophe de ceux des communes de Radoviš, Berovo, Bosilovo, Strumica et Konče. Elle compte plusieurs villages : Vasilevo, où se trouve le siège de la commune, Angueltsi, Varvaritsa, Visoka Maala, Vladevtsi, Gradochortsi, Dobrochintsi, Doukatino, Edrenikovo, Kouchkouliya, Nivitchino, Nova Maala, Piperevo, Raditchevo, Sedlartsi, Souchevo, Trebitchino et Tchanakliya.

## Administration

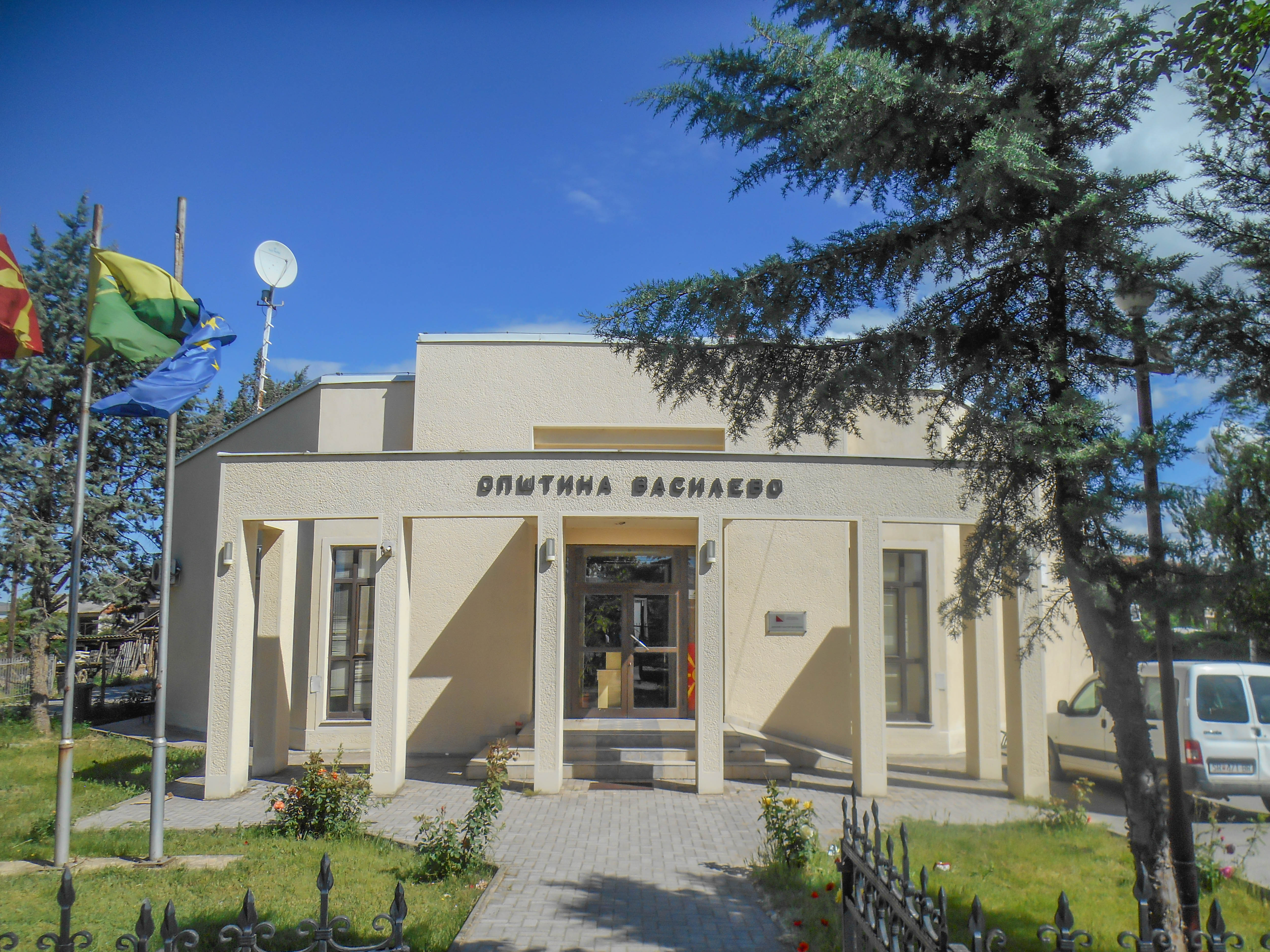
La mairie.

La commune est administrée par un conseil municipal élu au suffrage universel tous les quatre ans. Il adopte les plans d'urbanisme, accorde les permis de construire, planifie le développement économique local, protège l'environnement, prend des initiatives culturelles et supervise l'enseignement primaire. Il compte 15 conseillers municipaux.
Le pouvoir exécutif est détenu par le maire, lui aussi élu au suffrage universel. Depuis 2021, le maire de Vasilevo est Slave Andonov, membre de VMRO-DPMNE.

## Démographie
Lors du recensement de 2002, la commune comptait :
- Macédoniens : 9 958 (82,15 %)
- Turcs : 2 095 (17,28 %)
- Roms : 5 (0,04 %)
- Serbes : 4 (0,03 %)
- Valaques : 1 (0,01 %)
- Bosniaques : 1 (0,01 %)
- Autres : 58 (0,48 %)